# Et le vent apporta la violence
Pour plus de détails, voir Fiche technique et Distribution.
Et le vent apporta la violence (E Dio disse a Caino) est un western spaghetti italo-allemand réalisé par Antonio Margheriti, avec Klaus Kinski comme acteur protagoniste, sorti en 1970.

## Synopsis
Gary Hamilton, condamné à dix ans de prison alors qu'il est innocent, est gracié et sort de prison. Il se met en chasse des hommes qui l'ont piégé. L'action du film se déroule lors d'une nuit d'orage en ville où Hamilton prend sa revanche.

## Fiche technique
- Titre français : Et le vent apporta la violence
- Titre original : E Dio disse a Caino...
- Réalisation :	Antonio Margheriti (crédité comme Anthony M. Dawson )
- Scénario : Giovanni Addessi, Anthony M. Dawson
- Producteur : Nino Di Giambattista, Franco Caruso, Giovanni Addessi
- Producteur exécutif :	Nino Di Giambattista, Franco Caruso, Giovanni Addessi
- Maison de production : DC.7 Film, Peter Cartsen Films
- Distribution : (Italie) Panta Cinematografica
- Photographie : Riccardo Pallottini, Luciano Trasatti
- Montage : Nella Nannuzzi
- Effets spéciaux : Cataldo Galliano
- Musique : Carlo Savina
- Décors : Mario Giorsi
- Costumes : Mario Giorsi, Silvano Giorsi
- Rapport : 2.35 : 1
- Genre : western spaghetti
- Pays de production :  Italie- Allemagne de l'Ouest
- Année : 1970
- Durée : 96 minutes

## Distribution
- Klaus Kinski  (VF : René Beriard) : Gary Hamilton
- Peter Carsten  (VF : Yves Brainville) : Acombar
- Marcella Michelangeli  (VF : Perette Pradier) : Maria
- Guido Lollobrigida  (VF : Bernard Woringer) : Miguel Santamaria (crédité comme Lee Burton)
- Antonio Cantafora  (VF : Georges Poujouly) : Dick Acombar
- Giuliano Raffaelli  (VF : Jacques Beauchey) : Jonathan,le médecin
- Luciano Pigozzi  (VF : Andre Valmy) : Francesco Santamaria (crédité comme Alan Collins)
- Lucio De Santis : Jim Santamaria
- Giacomo Furia : Juanito
- Maria Luisa Sala  (VF : Claude Chantal) : Rosy
- Furio Meniconi : Mike un homme d'Acombar
- Marco Morelli : le prêtre
- Joachim Blanco (VF : Sady Rebbot): Frank un homme d'Acombar
- Franco Gula  (VF : Paul Ville) : L'ancien vendeur d'armes
- Amerigo Santarelli : le maréchal-ferrant
- Luigi Bonos (VF : Teddy Bilis) : Joe